# Jabez Lamar Monroe Curry
Jabez Lamar Monroe Curry (ur. 5 czerwca 1825, zm. 12 lutego 1903) – amerykański żołnierz, polityk i dyplomata. Jako szeregowy walczył w czasie wojny amerykańsko-meksykańskiej.
Jako polityk, w latach 1857–1861 był przedstawicielem stanu Alabama w Izbie Reprezentantów Stanów Zjednoczonych. W czasie wojny secesyjnej w stopniu podpułkownika walczył po stronie Skonfederowanych Stanów Ameryki. Po wojnie został profesorem i przez kilkanaście lat wykładał na Richmond College w Wirginii. W latach 1885–1888 był ministrem pełnomocnym Stanów Zjednoczonych w Hiszpanii, a w 1902 roku specjalnym ambasadorem na dwór króla Alfonsa XIII Hiszpańskiego.
Wyrzeźbiona w 1908 roku statua przedstawiająca jego podobiznę stoi w budynku Kapitolu Stanów Zjednoczonych.